# باتريك هارينجتون
باتريك هارينجتون (بالإنجليزية: Patrick Harrington)‏ هو نقابي وسياسي بريطاني، ولد في 24 مايو 1964 في المملكة المتحدة. حزبياً، نشط في الجبهة الوطنية (المملكة المتحدة).